# マッシモ・ムタレッリ
マッシモ・ムタレッリ（Massimo Mutarelli, 1978年1月13日 - ）は、イタリア・コモ出身の元サッカー選手、現サッカー指導者。現役時代のポジションはミッドフィールダー。

## 経歴
アタランタBCのプリマヴェーラ出身。1996年4月28日のSSラツィオ戦にて18歳でセリエAデビューを果たした。1998年1月31日にジェノアCFCへ移籍。在籍4年半で138試合に出場した。2002年8月1日にはUSチッタ・ディ・パレルモへ移籍。リーグ戦合計116試合に出場し5得点を挙げた。2006年5月5日、プロデビュー戦の相手でもあるラツィオへ移籍。2006年12月10日のローマダービーではボレーシュートを決め、3-0の勝利に貢献した。
2007-08シーズンはデリオ・ロッシ監督やチームメイトとの関係が悪化したが、シーズン終了後もラツィオに残留した。しかし試合に出場することはなく、2009年1月21日にボローニャFCへ完全移籍した。
ボローニャ移籍後はガビ・ムディンガイ、スティーヴン・アッピアー、ディエゴ・ペレス等の存在もあってなかなか出場機会に恵まれず、2010-11シーズン終了後に退団した。
その後は無所属が続いていたが、2012年3月20日にユース時代を過ごしたアタランタへ復帰。しかし途中出場1試合のみの出場に留まり、シーズン終了後に退団した。

## 指導歴
2017年8月4日、ルイジ・ディ・ビアージョ率いるU-21イタリア代表のアシスタントコーチに就任した。

## タイトル
アタランタ
- トロフェオ・ドッセーナ（イタリア語版）: 1997
- カンピオナート・プリマヴェーラ : 1997-98

パレルモ
- セリエB : 2003-04